# 亨利·马克拉姆
亨利·马克拉姆（英語：Henry Markram，1962年3月28日—），洛桑联邦理工学院（EPFL）藍腦計畫的总监。

## 教育
在南非的开普敦大学，马克拉姆在罗德尼·道格拉斯（Rodney Douglas）的指导下获得了理學學士（Hons）学位。在以色列的魏茨曼科学研究所，他在梅纳哈姆·西格尔（Menahem Segal）的指导下于1991年获得哲學博士学位。在博士研究生期间，他发现了乙酰胆碱与记忆机制之间的联系。